# Silvia Poll

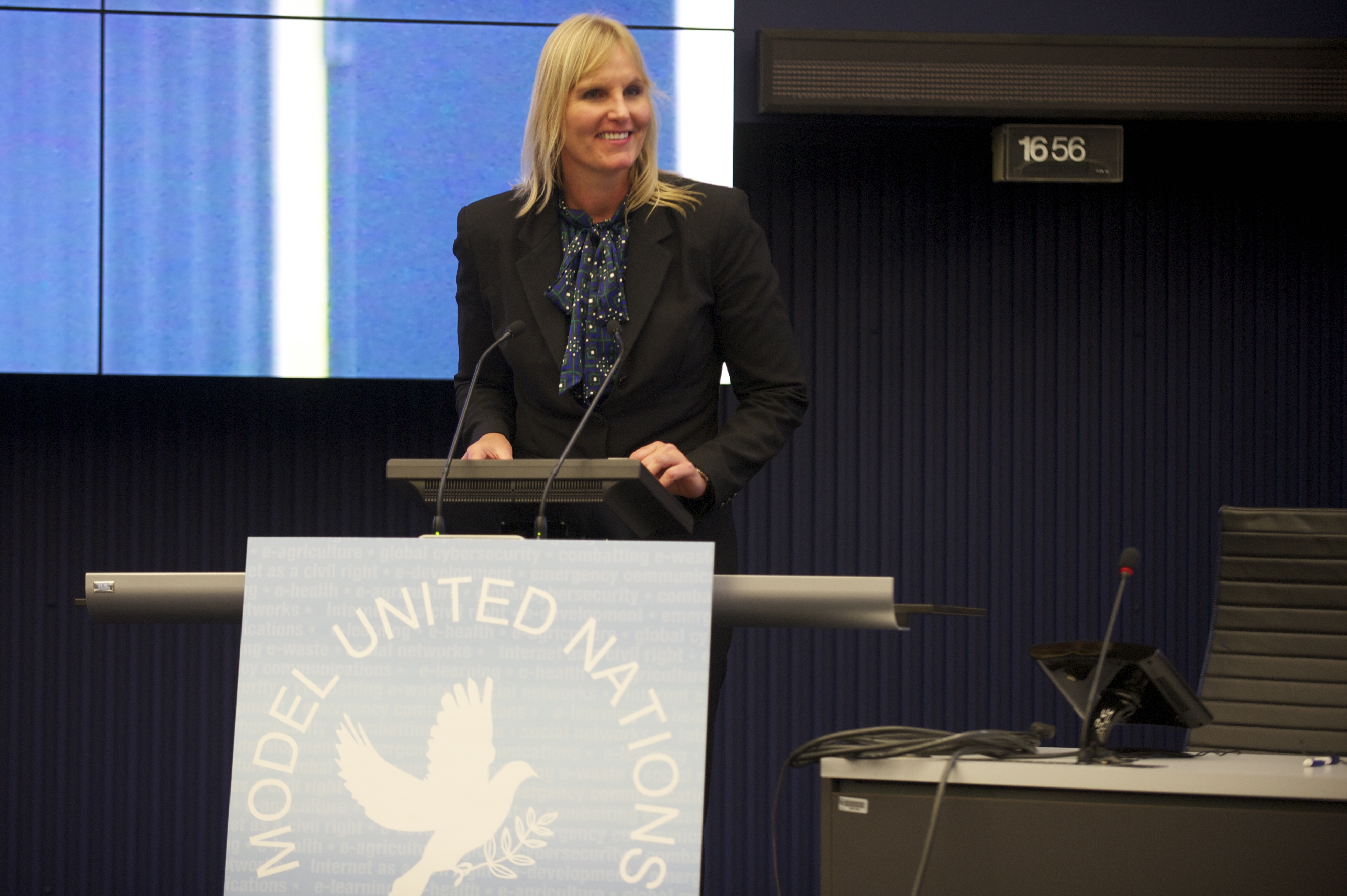
Silvia Poll

Silvia Úrsula Poll Ahrens (* 24. September 1970 in Managua) ist eine ehemalige Schwimmerin aus Costa Rica. Bei den Olympischen Sommerspielen 1988 in Seoul gewann sie über 200 m Freistil die erste olympische Medaille für ihr Heimatland. Heute arbeitet Silvia Poll als Senior Gender and Youth Advisor beim Generalsekretariat der Internationalen Fernmeldeunion (ITU) in Genf.

## Familie und Sportkarriere
Silvia Poll wuchs als Tochter von Bernard Heinrich Poll und Thea Katharina Ahrens (beides Deutsche) zunächst in Nicaragua auf, ehe die Eltern wegen des Bürgerkriegs nach der Nicaraguanischen Revolution 1979 nach Costa Rica übersiedelten. Im gleichen Jahr begann Silvia Poll mit dem Schwimmsport im Club Cariari in Heredia unter Trainer Francisco Rivas Espinoza. Mit ihrem Gewinn der Silbermedaille über 200 m Freistil bei den Olympischen Spielen 1988 in Seoul wurde sie die erste Schwimmerin aus Costa Rica, die eine olympische Medaille gewann. Außerdem gelangte sie unter anderem auf den 5. Platz über 100 m Freistil und den 6. Platz über 100 m Rücken. An den Olympischen Sommerspielen 1992 nahm sie ausschließlich als Rückenschwimmerin teil und wurde Siebte über 200 m Rücken.
Ihre jüngere Schwester Claudia wurde 1996 in Atlanta Olympiasiegerin über 200 m Freistil.
Seit 2010 engagiert sich Silvia Poll als Champion of Peace der internationalen Organisation Peace and Sport. Bei den Olympischen Sommerspielen 2016 war sie als Kommentatorin der Schwimmwettbewerbe tätig.

## Berufliche Laufbahn
Poll erlangte die Abschlüsse Master in Business Administration und Executive Master in International Negotiations and Policy Making. Sie arbeitete zunächst für ein costa-ricanisches Kommunikationsunternehmen und als Latin America Regional Manager of Executive Programs an der INCAE Business School. Von 2010 bis 2014 war sie stellvertretende Ständige Vertreterin der Ständigen Vertretung Costa Ricas im Büro der Vereinten Nationen in Genf und anderer internationaler Organisationen in der Schweiz. Später leitete sie fünf Jahre lang die Abteilung Project Support Division der International Telecommunication Union (ITU), bevor sie 2020 die Leitung der Abteilung Digital Society im Telecommunication Development Bureau der ITU übernahm.